# Гончарова, Галина Степановна
Галина Степановна Гончарова (укр. Галина Степанівна Гончарова; 7 мая 1935, Сталинская область, Украинская ССР, СССР — 11 октября 2021) — советский и украинский учёный-правовед, специалист в области трудового права. Кандидат юридических наук (1967), доцент. Работала в Национальном юридическом университете имени Ярослава Мудрого доцентом кафедры трудового права.

## Биография
Галина Гончарова родилась 7 мая 1935 года в городе Дебальцево Сталинской области Украинской ССР. Её родители были служащими. В 1953 году она поступила в Харьковский юридический институт, который окончила спустя четыре года. Окончив вуз, начала работать в Александровском районном отделении милиции Ворошиловградской области.
В 1963 году она поступила в аспирантуру на кафедру трудового права в родном вузе, которую окончила в 1967 году и начала работать ассистентом на этой же кафедре. В том же году в Харьковском юридическом институте Г. С. Гончарова защитила диссертацию на соискание учёной степени кандидата юридических наук по теме «Правовые вопросы участия общественности в возникновении и прекращении трудовых правоотношений» под научным руководством профессора М. И. Бару. Официальными оппонентами на защите этой работы были профессор С. А. Иванов и доцент И. А. Полунов. С 1970 года работала на должности доцента кафедры трудового права в Харьковском юридическом институте (с 2013 года — Национальный юридический университет имени Ярослава Мудрого). Имела учёное звание доцента.
В 1972 году Гончарова в соавторстве с доцентом А. Т. Барабашем написала главу для коллективной монографии «Трудовое право и повышение эффективности общественного производства». В этой работе соавторы рассмотрели вопросы относительно обеспечения трудовой дисциплины. В 1982 году Галина Степановна издала монографию «Переводы и перемещения в судебной практике», в которой изложила и определила понятие, классификацию, размежевание от смежных понятий и роль переводов на другое место работа, а также исследовала вопросы связанные с переводом по согласованию между руководителями и с юридической ответственностью должностных лиц за незаконные переводы и перемещения.
После получения Украиной независимости участвовала в работе над рядом Законов Украины и других нормативно-правовых актов. Она была автором рекомендаций по внесению дополнений в Положение об избрании и принятии на работу научно-педагогических работников высших заведений образования III—IV уровней аккредитации, которое было утверждено приказом Министра образования и науки Украины Василия Кременя в декабре 2002 года. Также она была одним из соавторов проекта Закона Украины «О высшем образовании» и рецензентом проекта Закона Украины «О научной и научно-технической деятельности». Принимала участие в написании статей для 6-томной украинской «Юридической энциклопедии», изданной в 1998—2004 годах.
Помимо этого, активно занималась научно-педагогической деятельностью. Некоторое время была научным руководителем студенческого научного кружка при кафедре трудового права. Под её научным руководством выполнили и защитили свои кандидатские диссертации девять учёных-правоведов, среди её учеников были: Г. А. Барабаш (2005), И. А. Ветухова (2001), Н. Н. Неумивайченко (2002), Я. В. Свечкарёва (2003) , С. А. Сильченко (2001), А. М. Юшко (2002). Также была официальным оппонентом на защите кандидатских диссертаций у И. В. Зуба (1993), Д. А. Карпенко (1978), П. И. Радченко (1980), А. А. Савченко (2000), Е. В. Яремчук (2005).
Работая в этом вузе, она возглавила научную школу трудового права, которая занималась исследованием ряда направлений трудового права — совершенствование правового механизма перевода на другую работу, отделение понятия «перевод на другую работу» от понятий «перемещение на другое рабочее место» и «изменение существенных условий труда», правовая охрана женского труда, подписание и выполнение коллективного договора во время создания социального партнёрства в трудовой области, правовое регулирование труда научно-педагогических кадров и особенности механизма проведения забастовки.
По состоянию на 2014 год продолжала работать в Национальном юридическом университете имени Ярослава Мудрого.
Скончалась 11 октября 2021 года.